# Pallini (Macedonia Centrale)
Pallini (in greco Παλλήνη?) è un ex comune della Grecia nella periferia della Macedonia Centrale di 8 781 abitanti secondo i dati del censimento 2001.
È stato soppresso a seguito della riforma amministrativa, detta piano Kallikratis, in vigore dal gennaio 2011 ed è ora compreso nel comune di Kassandra.
Il centro principale è Pefkochori Chanioti